# Бикупол

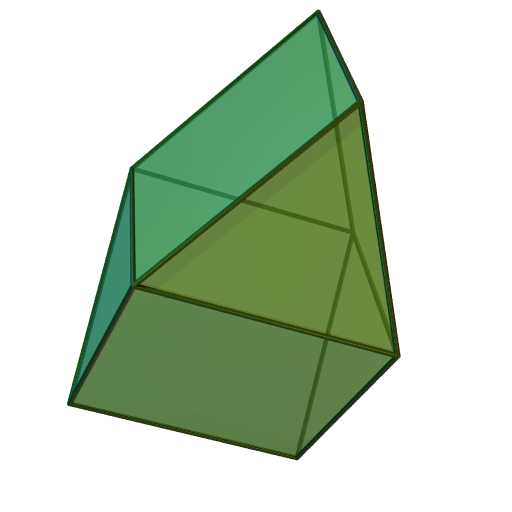
Гиробифастигиум (J'_{'26}) можно рассматривать как дигональный гиробикупол.

Бикупол — тело, образованное соединением двух куполов по основанию.
Существует два класса бикуполов, поскольку каждый купол (половина многогранника) по периметру имеет перемежающиеся треугольники и квадраты. Если соприкасаются одинаковые типы граней, результатом будет ортокупол (или прямой бикупол), если же квадраты смежны треугольникам, результатом будет гирокупол (или повёрнутый бикупол).
Куполы и бикуполы существуют как бесконечные множества многогранников, точно так же, как множества пирамид, бипирамид, призм и трапецоэдров.
Шесть бикуполов имеют в качестве граней правильные многоугольники — это треугольные, квадратные и пятиугольные орто- и гирокупола. Треугольный гирокупол является архимедовым телом (кубооктаэдром). Остальные пять являются многогранниками Джонсона.
Бикуполы более высоких порядков можно построить, если допускается растяжение боковых граней в прямоугольники и равнобедренные треугольники.
Бикуполы являются специфичными многогранниками, имеющими по четыре грани, смежные любой вершине. Это означает, что их двойственные многогранники будут иметь все грани четырёхугольными. Наиболее известным примером служит ромбододекаэдр, состоящий из 12 ромбических граней. Двойственным многогранником ортоформы, треугольный ортобикупол, является додекаэдр, похожий на ромбододекаэдр, но он имеет 6 трапециевидных граней, которые перемежаются и образуют кольцо.

## Виды

### Множество ортобикуполов
| Симметрия      | Рисунок | Описание |
| -------------- | ------- | --- |
| D2h [2,2] *222 |         | Дигональный ортобикупол или бифастигиум: 4 треугольников (копланарные пары), 4 квадратов                        |
| D3h [2,3] *223 |         | Треугольный ортобикупол (J27): 8 треугольников, 6 квадратов. Двойственным является трапецеромбический додекаэдр |
| D4h [2,4] *224 |         | Квадратный ортобикупол (J28): 8 треугольников, 10 квадратов                                                     |
| D5h [2,5] *225 |         | Пятиугольный ортобикупол (J30): 10 треугольников, 10 квадратов, 2 пятиугольников                                |
| Dnh [2,n] *22n |         | n-угольный ортобикупол: 2n треугольников, 2n квадратов, 2 n-угольников                                          |

### Множество гиробикуполов
| Симметрия       | Рисунок | Описание |
| --------------- | ------- | --- |
| D2d [2+,4] 2*2  |         | Гиробифастигиум (J26): 4 треугольников, 4 квадратов                                                         |
| D3d [2+,6] 2*3  |         | Треугольный гиробикупол или октаэдр: 8 треугольников, 6 квадратов. Его двойственным является ромбододекаэдр |
| D4d [2+,8] 2*4  |         | Квадратный гиробикупол (J29): 8 треугольников, 10 квадратов                                                 |
| D5d [2+,10] 2*5 |         | Пятиугольный гиробикупол (J31): 10 треугольников, 10 квадратов, 2 пятиугольника                             |
| Dnd [2+,2n] 2*n |         | n-угольный гиробикупол: 2n треугольников, 2n квадратов, 2 n-угольников                                      |